# Ted et Narcisse
 (juillet 2025).
Motif : Absence de sources
- Archive Wikiwix
- Bing
- Cairn
- DuckDuckGo
- E. Universalis
- Gallica
- Google
- G. Books
- G. News
- G. Scholar
- Persée
- Qwant
- (zh) Baidu
- (ru) Yandex
- (wd) trouver des œuvres sur Wikidata

| 1. | Préciser le motif de la pose du bandeau. | Précisez le motif de la pose du bandeau en utilisant la syntaxe suivante : {{admissibilité à vérifier\|date=juillet 2025\|motif=remplacez ce texte par le motif}}                    |
| 2. | Informer les utilisateurs concernés.     | Pensez à avertir le créateur de l'article, par exemple, en insérant le code ci-dessous sur sa page de discussion : {{subst:avertissement admissibilité à vérifier\|Ted et Narcisse}} |

Ted et Narcisse est une série de bande dessinée franco-belge créé en 1968 par Gélem dans le no 1601 du journal Spirou.

## Publication

### Revues
- Le Monstre du gouffre noir, no 1602 au no 1613 de Spirou (1968)
- Ted, Narcisse et la Formule,  no 1630 de Spirou (1969)
- Mise en boîte
- Le Fromage du cauchemar !, no 1656 de Spirou (1970)
- S.O.S. Ted et Narcisse, no 1668 de Spirou (1970)
- Une histoire en trois solutions vaut bien un triple hour rat
- La Nuit du secret, no 1698 de Spirou (1970)